# Liste der Botschafter der Vereinigten Staaten in El Salvador
Diese Liste der Botschafter der USA bietet einen Überblick über die Leiter der US-amerikanischen diplomatischen Vertretung in El Salvador. Die Botschafter residieren in der Hauptstadt San Salvador.

## Botschafter
| Name                     | Dienstantritt | Dienstende | Anmerkungen |
| ------------------------ | ------------- | ---------- | --- |
| James R. Partridge       | 1863          | 1866       | |
| Alpheus Starkey Williams | 1867          | 1869       | |
| Alfred T. A. Torbert     | 1869          | 1871       | |
| Thomas Biddle            | 1871          | 1873       | |
| George Williamson        | 1873          | 1879       | |
| Cornelius A. Logan       | 1879          | 1882       | |
| Henry C. Hall            | 1882          | 1889       | |
| Lansing B. Mizner        | 1890          | 1890       | |
| Romualdo Pacheco         | 1891          | 1891       | |
| Richard Cutts Shannon    | 1891          | 1893       | |
| Lewis Baker              | 1893          | 1897       | |
| William L. Merry         | 1899          | 1907       | |
| Henry Percival Dodge     | 1908          | 1909       | |
| William Heimke           | 1909          | 1914       | |
| Boaz W. Long             | 1914          | 1917       | |
| Frank D. Arnold          | 1918          | 1921       | Chargé d'Affaires ad interim |
| Peter Augustus Jay       | 1921          | 1921       | |
| Montgomery Schuyler, Jr. | 1921          | 1925       | |
| Jefferson Caffery        | 1926          | 1928       | |
| Warren D. Robbins        | 1929          | 1931       | |
| Charles B. Curtis        | 1931          | 1932       | |
| Frank P. Corrigan        | 1934          | 1937       | |
| Robert Frazer            | 1937          | 1942       | |
| Walter C. Thurston       | 1943          | 1944       | |
| John F. Simmons          | 1945          | 1947       | |
| Albert F. Nufer          | 1947          | 1949       | |
| George P. Shaw           | 1949          | 1952       | |
| Angier Biddle Duke       | 1952          | 1953       | |
| Michael J. McDermott     | 1953          | 1954       | |
| Robert C. Hill           | 1954          | 1955       | |
| Thomas C. Mann           | 1955          | 1957       | |
| Thorsten V. Kalijarvi    | 1957          | 1960       | |
| Murat W. Williams        | 1961          | 1964       | |
| Raúl H. Castro           | 1964          | 1968       | |
| William G. Bowdler       | 1968          | 1971       | |
| Henry E. Catto, Jr.      | 1971          | 1973       | |
| James F. Campbell        | 1974          | 1976       | |
| Ignacio E. Lozano, Jr.   | 1976          | 1977       | |
| Frank J. Devine          | 1977          | 1980       | |
| Robert E. White          | 1980          | 1981       | |
| Deane R. Hinton          | 1981          | 1983       | |
| Thomas R. Pickering      | 1983          | 1985       | |
| Edwin G. Corr            | 1985          | 1988       | |
| William Graham Walker    | 1988          | 1992       | |
| Peter F. Romero          | 1992          | 1992       | Chargé d'Affaires ad interim |
| Gwen C. Clare            | 1992          | 1993       | Chargé d'Affaires ad interim |
| Alan H. Flanigan         | 1993          | 1996       | |
| Anne W. Patterson        | 1997          | 2000       | |
| Rose M. Likins           | 2000          | 2003       | |
| Philip C. French         | 2003          | 2003       | Chargé d'Affaires ad interim |
| H. Douglas Barclay       | 2003          | 2006       | |
| Charles L. Glazer        | 2006          | 2009       | |
| Robert I. Blau           | 2009          | 2010       | Chargé d'Affaires ad interim |
| Mari Carmen Aponte       | 2010          | 2011       | erneut von 2012 bis 2015 |
| Sean Murphy              | 2011          | 2012       | Chargé d'Affaires ad interim |
| Mari Carmen Aponte       | 2012          | 2015       | bereits von 2010 bis 2011 |
| Jean Elizabeth Manes     | 2015          | 2019       | als Botschafterin; 2021 dann kurzzeitig als Chargé d'affaires. Ihre Vorfahren stammen väterlicherseits aus Deutschland; mütterlicherseits vom indigenen Volk der Choctaw ab.                                       |
| Ronald D. Johnson        | 2019          | 2021       | |
| Brendan O’Brien          | 2021          | 2021       | Chargé d'Affaires ad interim |
| Jean Elizabeth Manes     | 2021          | 2021       | Chargé d'Affaires ad interim, war bereits von 2015 bis 2019 als Botschafterin in San Salvador tätig. Ihre Vorfahren stammen väterlicherseits aus Deutschland; mütterlicherseits vom indigenen Volk der Choctaw ab. |
| Brendan O’Brien          | 2021          | 2022       | Chargé d'Affaires ad interim |
| Patrick Ventrell         | 2022          | 2022       | Chargé d'Affaires ad interim |
| Matthew Rees             | 2022          | 2022       | Chargé d'Affaires ad interim |
| Katherine Dueholm        | 2022          | 2023       | Chargé d'Affaires ad interim |
| William H. Duncan        | 2023          |            | |